# Людина року («Газета Виборча»)

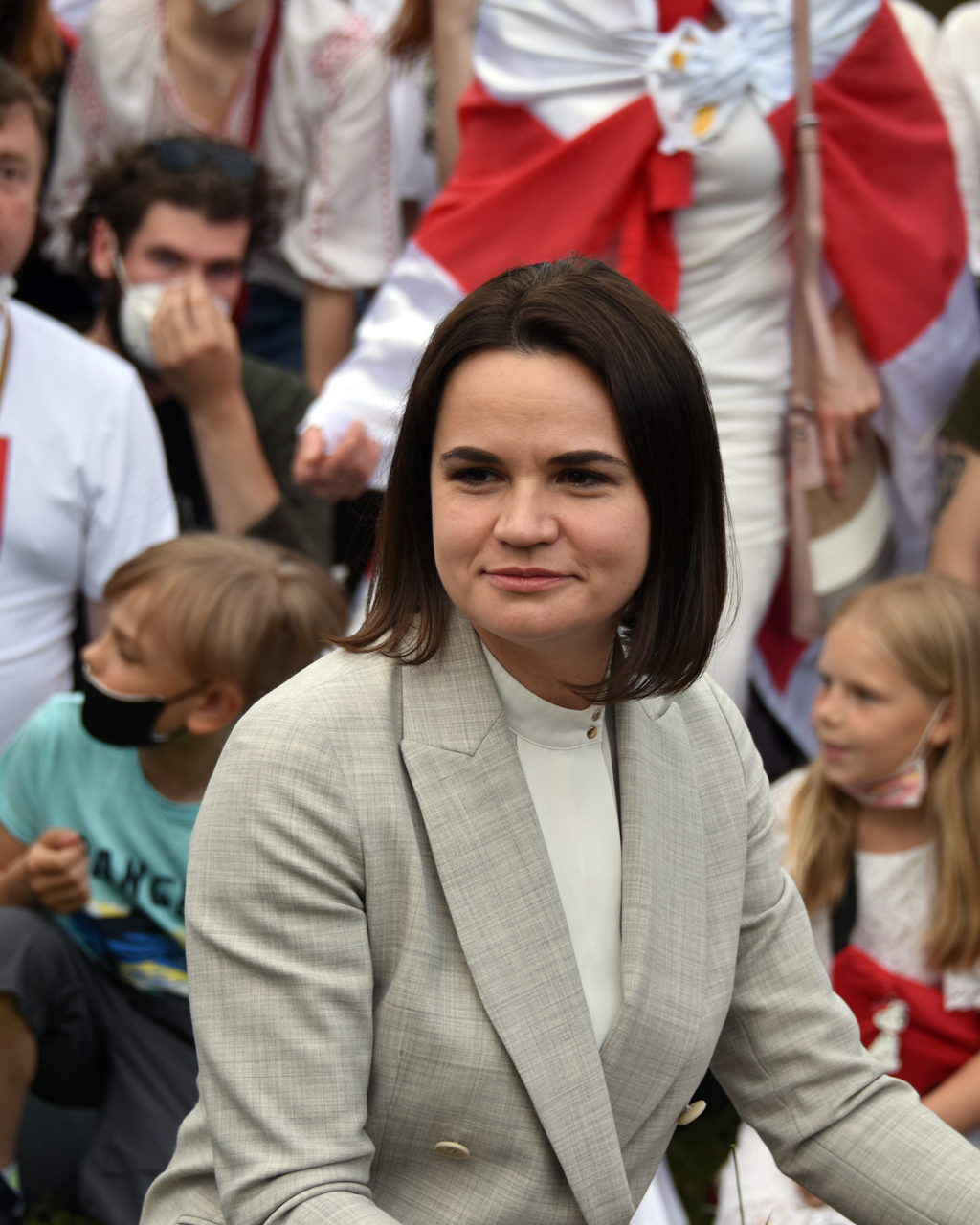
Світлана Тихановська — лауреатка премії «Людина року»

Людина року «Газети Виборчої» (пол. Człowiek Roku «Gazety Wyborczej») — титул людини року, який призначається людям з 1999 року редакцією «Газета Виборча».

## Список лауреатів
| Рік  | Лауреат                         | Країна    | Роки життя | Примітки |
| ---- | ------------------------------- | --------- | ---------- | --- |
| 1999 | Вацлав Гавел                    | Чехія     | 1936–2011  | Драматург. Останній президент Чехословаччини. Перший президент Чехії. |
| 2000 | Джордж Сорос                    | США       | 1930–      | Американський фінансист. |
| 2001 | Сергій Ковальов                 | Росія     | 1930–2021  | Радянський дисидент. Учасник правозахисного руху в СРСР і Росії. |
| 2002 | Йошка Фішер                     | Німеччина | 1948–      | Міністр закордонних справ ФРН. |
| 2003 | Ґюнтер Фергойґен                | Німеччина | 1944–      | Єврокомісар з питань підприємництва та промисловості. Єврокомісар з питань розширення. |
| 2004 | Броніслав Геремек               | Польща    | 1932–2008  | Міністр закордонних справ Польщі. |
| 2005 | Хав'єр Солана                   | Іспанія   | 1942–      | Верховний представник Європейського Союзу з питань закордонних справ та політики безпеки. Генеральний секретар Ради ЄС, Західноєвропейського союзу, НАТО. Міністр закордонних справ Іспанії. Міністр освіти та науки Іспанії. Міністр культури Іспанії. |
| 2006 | Збігнєв Бжезінський             | США       | 1928–2017  | Американський політолог польського походження. Радник з національної безпеки Президента Джиммі Картера. |
| 2007 | Юзеф Жицинський                 | Польща    | 1948–2011  | Римськокатолицький філософ, теолог, єпископ, архієпископ. |
| 2008 | Анджей Вайда                    | Польща    | 1926–2016  | Польський режисер і сценарист. |
| 2009 | Тадеуш Мазовецький              | Польща    | 1927–2013  | Прем'єр-міністр Польщі. |
| 2010 | Владислав Бартошевський         | Польща    | 1922–2015  | Міністр закордонних справ Польщі. |
| 2011 | Ріхард фон Вайцзеккер           | Німеччина | 1920–2015  | Федеральний президент ФРН. |
| 2012 | Тадеуш Конвіцький               | Польща    | 1926–2015  | Польський письменник, сценарист, режисер. |
| 2013 | Йоані Санчез                    | Куба      | 1975–      | Кубинська журналістка, дисидентка. |
| 2014 | Михайло Ходорковський           | Росія     | 1963–      | Російський підприємець, політичний в'язень. |
| 2015 | Броніслав Коморовський          | Польща    | 1952–      | Президент Польщі. Міністр народної оборони Польщі. |
| 2016 | Тімоті Снайдер                  | США       | 1969–      | Американський історик. |
| 2017 | Франс Тіммерманс                | Голландія | 1961–      | Міністр закордонних справ Нідерландів. |
| 2018 | Енн Епплбом                     | США       | 1964–      | Американська історикиня, журналістка єврейсько-польського походження. Лауреатка Пулітцерівської премії. |
| 2019 | Дональд Туск                    | Польща    | 1957–      | Голова Європейської ради. Прем'єр-міністр Польщі. |
| 2020 | Томаш Гродзький                 | Польща    | 1958–      | Маршал Сенату Польщі. |
| 2021 | Світлана Тихановська            | Білорусь  | 1982–      | Від 2020 року — лідерка продемократичної опозиції в Республіці Білорусь. |
| 2021 | Люди, які борються з SARS-CoV-2 | Польща    | —          | — |
| 2022 | Сергій Жадан                    | Україна   | 1974–      | Український письменник, перекладач, громадський діяч, музикант. |